# Église Saint-Jacques de Montgeron
L'église Saint-Jacques de Montgeron est une église paroissiale catholique, dédiée à saint Jacques-le-Majeur, située dans la commune française de Montgeron, dans le département de l'Essonne en région Île-de-France.

## Historique
Dans le centre de l'ancien village, à l'emplacement de la Place de Tilleuls, se trouvait une première église élevée en 1189 .
Dans les années 1850, cette église est jugée vétuste et trop petite. La construction de la nouvelle église Saint-Jacques est donc décidée. Elle est édifiée sur un terrain offert par le baron de Rottembourg, propriétaire du domaine du même nom, qui jouxte la place. Sur le même terrain, de chaque côté, seront bâties la mairie et l'école de la ville. Sa consécration a lieu le 13 octobre 1856. 
Le préfet de la Région Île-de-France, Marc Guillaume, a signé jeudi 28 janvier 2021, un arrêté inscrivant l’église Saint-Jacques de Montgeron au titre des Monuments historiques.

## Description
Les vitraux, de style figuratif et réalisés par les Mauméjean, datent du début des années 1940. Une rumeur locale affirme que le visage du bourreau  du martyre de saint Jacques, présente une ressemblance avec Hitler,,,,.

## Pour approfondir